# Lacey Evans
 Macey Estrella-Kadlec  (* 24. März 1990 in Georgia als Macey Evans) ist eine US-amerikanische Wrestlerin, die zuletzt unter dem Ringnamen Lacey Evans bei World Wrestling Entertainment (WWE) unter Vertrag stand.

## Privatleben
Macey Estrella-Kadlec wurde als eines von acht Kindern in Georgia geboren. Ihre Mutter verließ die Familie, als Macey zehn Jahre alt war und so musste ihr Vater sie und ihre Geschwister alleine großziehen. Auf der Suche nach Arbeit zog die Familie quer durch die südlichen Bundesstaaten, sodass die Familie jeweils für kurze Zeit u. a. in Alabama, Louisiana und Texas lebte. Da ihr Vater zudem Drogen- und alkoholabhängig war, hatten Estrella-Kadlec und ihre Geschwister keine einfache Kindheit. Ihr Vater starb schließlich zwei Monate bevor Estrella-Kadlec ihre Wrestlingkarriere bei WWE startete an einer Überdosis.
Nachdem sie nach ihrem High-School-Abschluss als Pflegeassistentin gearbeitet und anschließend ihr Studium im Gesundheitsmanagement erfolgreich mit dem Bachelor abgeschlossen hatte, begann Estrella-Kadlec 2009 im Alter von 19 Jahren eine Laufbahn beim USMC (United States Marine Corps). Im Laufe ihrer militärischen Karriere entwickelte sie sich zur besten Schützin ihrer Einheit, war die Klassenbeste in jeder Militärschule, die sie besuchte und wechselte schließlich als Militärpolizistin zu der Eliteeinheit Special Reaction Team (Vergleichbar mit dem Deutschen SEK). Dort agierte sie als Assistant Breacher (Türöffner) und beendete ihre militärische Laufbahn nach fünf Jahren Dienstzeit mit dem Dienstgrad Sergeant.
Sie heiratete ihren Jugendfreund Alfonso Estrella, mit dem sie bereits seit ihrem 15. Lebensjahr zusammen ist und mit dem sie im Jahr 2013 ihre Tochter Summer bekam. Um Familie und Beruf unter einen Hut zu bekommen, suchte sie eine Schule, in der die Stundenpläne ihrer Tochter mit ihren Trainingszeiten vereinbar sind und am Wochenende begleitet ihre Tochter sie zu den Shows oder Großveranstaltungen. Neben dem professionellen Wrestlingsport betreibt sie mit ihrem Mann ein eigenes Bauunternehmen, welches sie im Alter von 22 Jahren, noch während ihrer Dienstzeit im Militär, gründete und in dem mehrere ihrer Geschwister angestellt sind.
In einer Ausgabe von American Brain and Brawn verkündete Estrella-Kadlec, dass sie und ihr Mann ein weiteres Kind erwarten. Diese Schwangerschaft wurde auch in einer Storyline mit Ric Flair bei WWE verwendet.
Im Oktober 2021 wurde ihre Tochter Sunny geboren.

## Wrestling-Karriere

### Beginn und erste Erfolge
Bereits auf der High School begann Estrella-Kadlec mit dem Wrestlingtraining und konnte sich bis zur Staatsmeisterin hochkämpfen. Ihr erster Kampf im professionellen Wrestling war eher zufällig. Während ihres Militärdienstes wurde Estrella-Kadlec von ihrem Staff Sergeant, der selber als Wrestler aktiv ist, zu einer seiner Shows eingeladen. Davon war sie so begeistert, dass sie direkt bei der nächsten Show den Hauptkampf gegen ihren Staff Sergeant absolvieren durfte. Zwar verlor sie diesen ungleichen Kampf, aber ihr Interesse am professionellen Wrestlingsport war geweckt und so startete sie 2014 unter dem Namen Ruby Mobs in der unabhängigen Wrestling Liga „American Premier Wrestling“ (APW) in Statesboro/Georgia ihre Karriere. Ihr größter Erfolg war der Gewinn der World Heavy Weight Championship.

### WWE

#### NXT (2016–2019)
Im August 2015 gab Estrella-Kadlec auf ihrem Facebook-Account bekannt, dass sie im September am nächsten Auswahltraining der WWE Show „NXT“ teilnehmen wird. Sie besteht das Auswahlverfahren nach einer gelungenen Performance mit anschließenden Standing Ovations und beginnt im April 2016 ihr Training im WWE Performance Center.
Ihr erstes offizielles Match bestritt sie unter dem Ringnamen Macey Estrella am 20. Oktober 2016 bei einer nicht im Fernsehen ausgestrahlten Episode von NXT in einer Battle Royal gegen Aliyah, Bianca Belair, Billie Kay, Danielle Kamela, Daria, Liv Morgan, Peyton Royce und der späteren Siegerin Ember Moon.
Am 5. Januar 2017 hatte Estrella-Kadlec an der Seite von Sarah Bridges bei ihrer Niederlage gegen Billie Kay und Payton Royce ihren ersten Fernsehauftritt bei NXT. Wie bei NXT üblich, folgten weitere Kämpfe überwiegend in den nicht im TV gezeigten „Houseshows“.
Seit April 2017 ist sie unter dem Ringnamen Lacey Evans, bis auf wenige Tag-Team-Matches mit wechselnden Partnerinnen, ausschließlich als Einzelkämpferin aktiv.
Im Juli 2017 war sie Teil der ersten Ausgabe des Mae Young Classic Turniers. Sie besiegte in der ersten Runde Taynara Conti, musste aber in der zweiten Runde eine Niederlage gegen Toni Storm einstecken.
Ihre Rolle als „Heel“ begann in einer NXT Ausgabe am 17. Januar 2018 als Estrella-Kadlec im Zuge einer Storyline den General Manager von NXT, William Regal, öffentlich für seine Auswahl an weiblichen Superstars (u. a. Nikki Cross, Ember Moon und Kairi Sane) kritisierte. Diese Aussage führt zu ihrer ersten Fehde gegen Kairi Sane, die sich über mehrere Wochen zieht und schließlich im Juni mit einer Niederlage gegen Sane endet. Danach startete Estrella-Kadlec eine Siegesserie und bekommt dadurch im Dezember die Chance bei einem Fatal-Four-Way-Match gegen Mia Yim, Io Shirai und die spätere Siegerin Bianca Belair einen Platz als #1 Herausforderin auf den NXT Women’s Titel zu erhalten.

#### Main Roster Debüt bei RAW (2019)
In der Raw Ausgabe vom 18. Dezember 2018 wurde bekannt gegeben, dass in den kommenden Wochen die Superstars Lars Sullivan, das Tag-Team Heavy Machinery (Otis und Tucker), Nikki Cross, EC3 und auch Estrella-Kadlec bei RAW und Smackdown im Main Roster debütieren sollen.
Ihr Debüt im Hauptkader feierte Estrella-Kadlec dann beim Royal Rumble am 27. Januar 2019, als sie zusammen mit Natalya das 30 Frauen Royal Rumble Match begann. Sie konnte die IIconics (Billie Kay und Payton Royce) eliminieren, wurde aber nach 29 Minuten durch Charlotte Flair aus dem Match geworfen.
Danach trat sie in regelmäßig in Raw und Smackdown  auf, wo sie, begleitet von ihrer Einzugsmusik, winkend und lächelnd die Einzugsrampe runterging und nach einer kurzen Pause direkt wieder die Halle verließ, ohne aktiv im Ring zu stehen.
In der ersten Raw Ausgabe nach WrestleMania 35 am 8. April 2019 kam es nach dem Auftritt der neuen Raw und Smackdown Titelträgerin Becky Lynch auf der Einzugsrampe zu einem Aufeinandertreffen zwischen den beiden Damen, in dem Becky Lynch ohne ersichtlichen Grund von Estrella-Kadlec angegriffen wurde.
Auch in der Smackdown Ausgabe am nächsten Tag schlägt Estrella-Kadlec Becky Lynch nach deren Auftritt nieder.
Beim Superstar Shake-up in der Raw Ausgabe vom 15. April 2019 wurde Estrella-Kadlec offiziell zum zukünftigen Raw Superstar und machte in diesem Zusammenhang ihre Ansprüche auf den RAW Women´s Championtitel klar, indem sie Natalya in einem Match, bei dem die nächste Herausforderin auf den Titel bestimmt wurde, besiegte.
Bis zum Match zwischen den Frauen bei der Großveranstaltung Money in the Bank folgten weitere verbale Angriffe von Estrella-Kadlec gegen Becky Lynch, in denen sie sich darüber ausließ, dass die Frauenabteilung von WWE es verdient hat, von einer wahren Lady angeführt zu werden und nicht von einer Frau, die sich selbst als „The Man“ bezeichnet.
Bei Money in the Bank musste Estrella-Kadlec eine Niederlage gegen Becky Lynch einstecken, verhalf aber kurze Zeit später Charlotte Flair zum Gewinn des Smackdown Women´s Championtitels, indem sie Lynch mit ihrer Faust ins Gesicht schlug als der Ringrichter abgelenkt war.
In der Folge ging Estrella-Kadlec immer wieder verbal auf Becky Lynch los und forderte ein weiteres Match bei der Großveranstaltung WWE Stomping Grounds, welches sie ebenfalls verlor. Bei dieser Veranstaltung wurde Estrella-Kadlec außerdem von Baron Corbin als Gastringrichterin bei seinem Match gegen den Universal Champion Seth Rollins eingesetzt. Da Estrella-Kadlec dieses Match absichtlich zu Gunsten von Baron Corbin entscheiden wollte, mischte sich schließlich Becky Lynch (im realen Leben die Freundin von Seth Rollins) ein und sorgte dafür, dass Estrella-Kadlec nicht mehr in der Lage war den Kampf weiter zu leiten. Der Eingriff von Lynch sorgte dafür, dass für die kommende Großveranstaltung Extreme Rules am 14. Juli 2019 ein gemischtes Tag-Team-Match angesetzt wurde, in dem Estrella-Kadlec an der Seite von Baron Corbin gegen Rollins und Lynch antreten und in dem sowohl Rollins als auch Lynch ihre Titel aufs Spiel setzen müssen, dieses Match verloren sie jedoch.

#### Wechsel zu SmackDown (2019–2020)
Im Rahmen des WWE Drafts wechselte Evans am 11. Oktober 2019 von Raw zu SmackDown. Am 31. Oktober 2019 verlor sie ein Match gegen Natalya bei WWE Crown Jewel in Riad, Saudi-Arabien. Dies war das erste Frauen Wrestling-Match in dem muslimischen Königreich und eine Besonderheit, denn normalerweise ist es Frauen in Saudi-Arabien verboten in der Öffentlichkeit Sport zu treiben.
Am 24. November 2019 verlor sie bei WWE Survivor Series zusammen mit Carmella, Dana Brooke, Sasha Banks und Nikki Cross ein Traditional Survivor Series Elimination Match gegen Team Raw (Natalya, Asuka, Charlotte Flair, Kairi Sane, Sarah Logan) und die späteren Gewinner aus Team NXT (Rhea Ripley, Io Shirai, Bianca Belair, Toni Storm und Candice LeRae).
Das Jahr 2020 begann mit einer Konfrontation zwischen Estrella-Kadlec, Bayley und Sasha Banks. Bayley und Banks machten sich über die Mutterqualitäten von Estrella-Kadlec lustig und begannen damit eine bis WrestleMania andauernde Fehde, in der auch ihr Mann und ihre Tochter Kurzauftritte im Publikum hatten und dadurch in diese Fehde eingriffen.
Estrella-Kadlec bekam beim Royal Rumble in einem Einzelmatch gegen Bayley und bei WrestleMania 36 in einem Fatal Five Way Match gegen Bayley, Sasha Banks, Naomi und Tamina eine Chance auf den Smackdown Women´s Championship, die sie aber nicht nutzen konnte.
In der Smackdown Ausgabe vom 24. April konnte sich Estrella-Kadlec in einem Qualifikationsmatch für Money in the Bank gegen Sasha Banks durchsetzen und dadurch war sie Teil des großen Money in the Bank Leiter Match, bei dem es um den vakanten Raw Women´s Championship ging, musste sich aber der späteren Siegerin Asuka geschlagen geben.
In den folgenden Monaten gab es mehrere #1 Herausforderer Matches von denen Estrella-Kadlec keines gewinnen konnte.

#### Rückkehr zu Raw (2020–2021)
Am 12. Oktober 2020 wechselte sie durch den Draft zu Raw und bekommt dort gleich ein Match um die #1 Herausforderin auf den Raw Women´s Championship, das sie aber nicht für sich entscheiden konnte. Bei Survivor Series war sie an der Seite von Lana, Nia Jax, Peyton Royce und Shayna Baszler wieder Teil des traditionellen Raw vs Smackdown Elimination Match und gewann gegen Bayley, Bianca Belair, Liv Morgan, Natalya und Ruby Riott.
In der Raw Episode am 4. Januar 2021 stattfand, bekamen Peyton Royce und Estrella-Kadlec eine Möglichkeit gegen Asuka und Charlotte Flair um den Women´s Tag Team Titel anzutreten. Da diese Episode ganz im Zeichen der WWE Legends Night stand, war auch der zweifache WWE Hall of Famer und Vater von Charlotte, Ric Flair, am Ring anwesend. Während des Matches flirtete Estrella-Kadlec heftig mit Flair und lenkte dadurch Charlotte wiederholt ab. Gegen Ende des Matches griff Flair nach dem Bein seiner Tochter, brachte sie dadurch zu Fall und ermöglichte damit Peyton Royce den entscheidenden Pinfall. Anschließend kam es zu einem Wortgefecht zwischen der Familie Flair.
Eine Woche später kommt es zu einem Einzelmatch zwischen Flair und Estrella-Kadlec. Während des Matches kam Ric Flair heraus um sich das Match aus der Nähe anzusehen. Gerade als alles auf einen Sieg Flairs hindeutete griff Flair während eines Coverversuches von Charlotte nach dem Bein von Estrella-Kadlec und legte es auf das unterste Ringseil um das Cover zu unterbrechen. Kurze Zeit später griff Flair erneut in das Match ein, hielt Charlotte am Boden und ermöglichte damit Estrella-Kadlec den Sieg und verließ anschließend mit ihr die Halle.
Auch in den kommenden zwei Wochen kommt es immer wieder zu Aufeinandertreffen zwischen den drei Beteiligten, einen entscheidenden Einfluss in dieser Fehde gab es schließlich beim Royal Rumble am 31. Januar. Charlotte Flair und Asuka mussten ihre Titel gegen Nia Jax und Shayna Baszler verteidigen. Nach etwa neun Minuten kamen Estrella-Kadlec und Ric Flair hinaus und sorgten für Ablenkung. Sie stoppten zweimal einen Coverversuch von Charlotte und schließlich verpasste Estrella-Kadlec Charlotte eine Women´s Right, was Jax für den Pin nutzte und ihrem Team so den Titel sichern konnten.
Am kommenden Montag versucht Flair die ganze Situation zwischen ihm und Estrella-Kadlec zu erklären. Er hält Estrella-Kadlec für eine hervorragende Wrestlerin und arbeitet ausschließlich mit ihr zusammen um ihr Talent fördern. Diese Promo verleitete Charlotte in die Halle zu kommen und sie wendete sich direkt an Estrella-Kadlec. Sie gibt ihr den Rat, statt sich an ihren Vater heranzumachen, auch auf andere Weise zu versuchen an die Spitze der Women´s Division zu kommen und zwar indem sie zurück in das WWE Performance Center geht, um an ihren Fähigkeiten zu arbeiten. Nachdem Estrella-Kadlec behauptete sie wäre eine bessere Tag Team Partnerin als Asuka bekommt Ric Flair von den Offiziellen die Nachricht, dass Estrella-Kadlec bei No Escape eine Chance auf den Raw Women´s Championship erhält, wenn es ihr gelingt Charlotte am heutigen Abend zu besiegen. Dies gelang ihr per Disqualifikation, nachdem Charlotte sie mehrfach in den Ringseilen attackiert hatte.
In der Raw Ausgabe vom 15. Februar sollte es zu einem Match zwischen Estrella-Kadlec im Team mit Peyton Royce und dem Team bestehend aus Asuka und Charlotte Flair kommen. Als Estrella-Kadlec eingewechselt werden sollte, verließ sie den Ringrand, griff sich ein Mikrofon und verkündete ihre Schwangerschaft. Ric Flair war sichtlich überrascht, aber freute sich überschwänglich, während Charlotte fassungslos im Ring zurückblieb und das Match abgebrochen wurde. Die Schwangerschaft ist kein Teil einer Storyline, könnte aber seitens der WWE dafür noch genutzt werden, denn die Geschichte wurde mit einem Cliffhanger beendet (alles sollte darauf hindeuten, dass Ric Flair der Vater des Kindes sein könnte) und Estrella-Kadlec wurde, auf Grund des Mutterschutzes, bis auf weiteres aus den Shows geschrieben. Ihr geplantes Titelmatch gegen Asuka bei Elimination Chamber wurde ersatzlos gestrichen.

#### Rückkehr in die Shows (seit 2022)
Bei der SmackDown-Ausgabe vom 8. April 2022 wurde ein Video von Evans abgespielt, welche ihre Lebensgeschichte und ihre baldige Rückkehr ankündigt. Am 10. Mai 2022 wurde bekannt gegeben, dass sie fortan an den Raw-Roster zugehören wird. Dies änderte man jedoch nach einigen Wochen wieder. Am 10. Juni 2022 feierte sie ihre Rückkehr, besiegte Xia Li, um sich für das Money in the Bank Ladder Match zu qualifizieren., konnte dieses allerdings nicht gewinnen. Am 17. August 2023 wurde bekannt gegeben, dass sie die WWE verlassen hat, da ihr Vertrag auslief.

## Wrestling-Erfolge
- American Premier Wrestling
  - APW World Heavyweight Championship (1×)

## Trivia
Der Ringname von Estrella-Kadlec ist der Geburtsname ihrer Schwester.